# Kościół Wniebowzięcia Najświętszej Maryi Panny w Tarxien
Kościół Wniebowzięcia Najświętszej Maryi Panny, znany powszechnie jako Santa Marija tar-Rokna (malt. Il-knisja ta' Santa Marija „tar-Rokna”, ang. Church of Saint Mary „tar-Rokna”) – rzymskokatolicki kościół w Tarxien na Malcie.

Niektóre źródła twierdzą, że dzisiejsza nazwa kościoła „tar-Rokna” (na rogu), oryginalnie brzmiała „tar-Rocca” (na skale).

## Historia
Historia kościoła sięga XV wieku. W raporcie z wizyty biskupa Cagliaresa w 1619 znajdziemy informację, że kościół wybudowany został w 1415 z funduszy Duminki, wdowy po Gentile Azzopardim, która obdarowała go pewnym rocznym dochodem. Kiedy 8 lutego 1575 Pietro Dusina, papieski wizytator, odwiedził kościół, stwierdził tam brak rektora, dochodów i innych potrzebnych rzeczy. Były tylko drzwi i drewniany ołtarz. 
W XVII wieku kościół popadł w ruinę; w 1668, kiedy proboszczem w Tarxien był Gian Maria Barbara, podjęto decyzję o jego odbudowaniu i powiększeniu. Potwierdza to raport z wizyty biskupa Davide Cocco Palmieri w 1685. W latach trzydziestych XVIII wieku dokonano ponownego powiększenia kościoła, budując m.in. kopułę.
W 1909 ks. Frangisk Penza, będący wówczas rektorem kościoła, znacznie go upiększył, dobudowując fasadę i dwie strzeliste wieże.

## Architektura

### Wygląd zewnętrzny

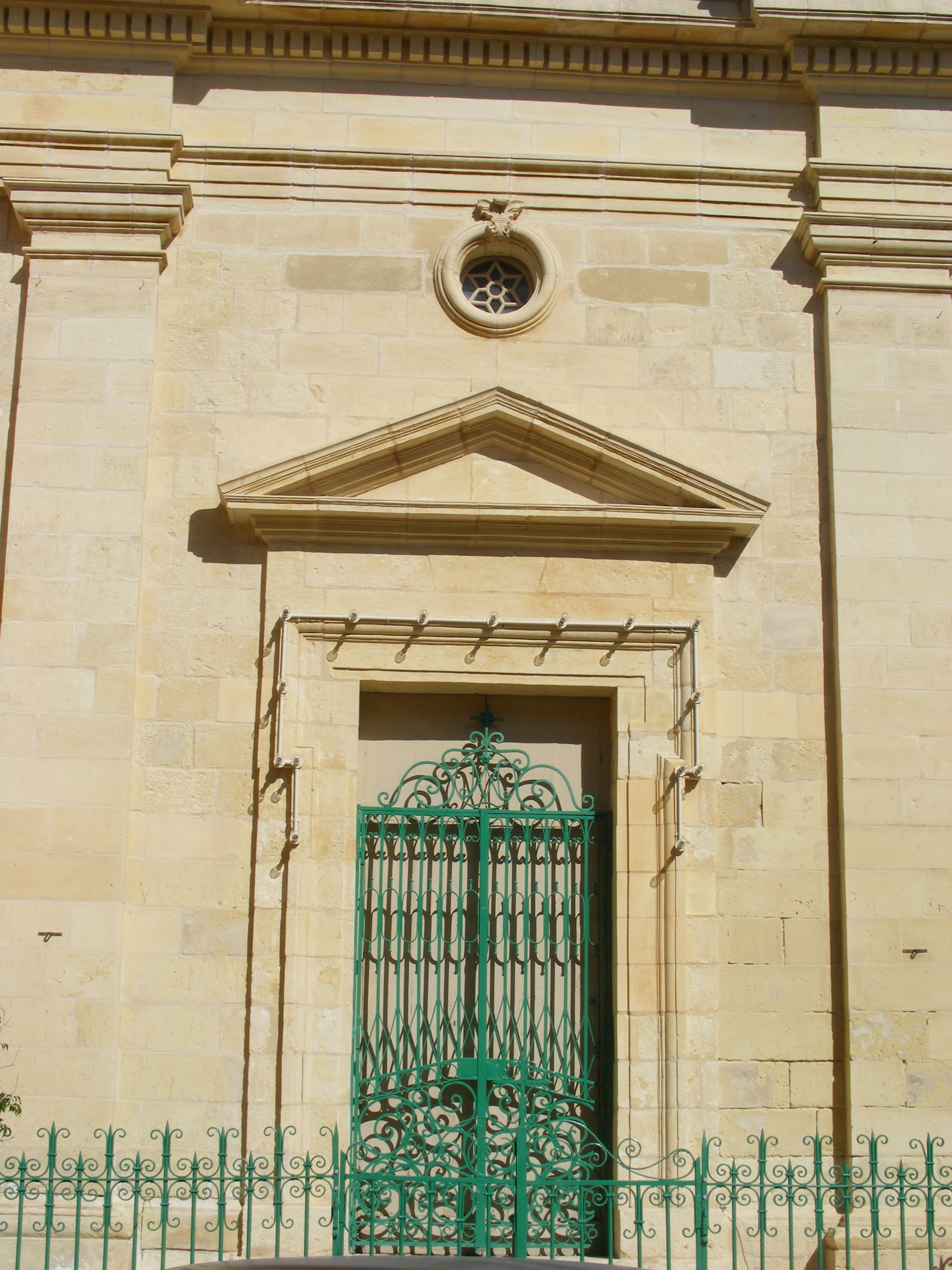
Główne wejście z trójkątnym frontonem i wolim okiem

Kształt dzisiejszego kościoła pochodzi z lat 1729–37. Fasada składa się z czterech toskańskich pilastrów, wspierających proste belkowanie oraz gzyms. W centrum, pomiędzy pilastrami, prostokątne drzwi obwiedzione ozdobną ramą, z trójkątnym frontonem. Ponad nim małe okrągłe okienko (œil-de-bœuf), doświetlające wnętrze.

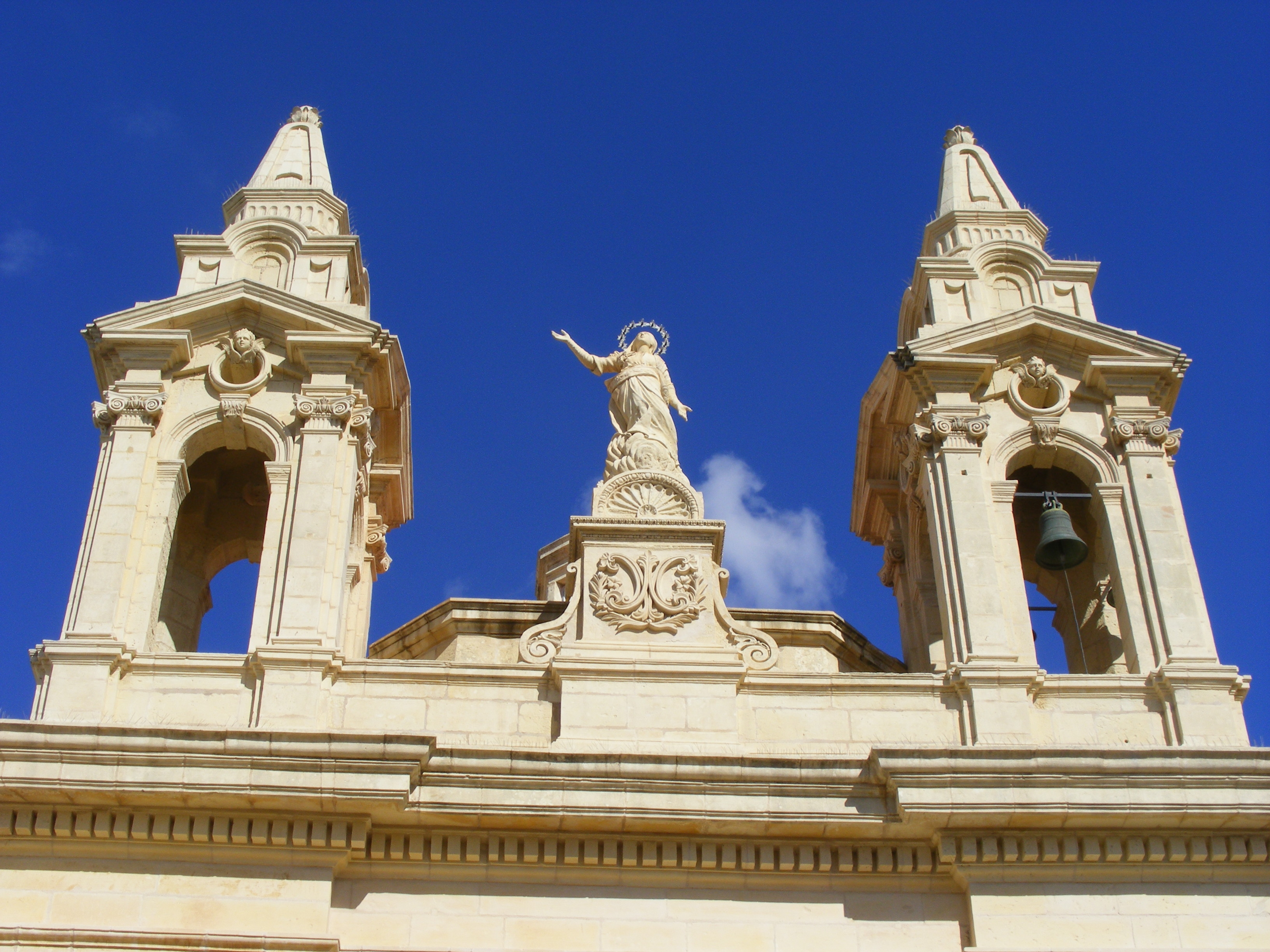
Strzeliste wieże kościoła i figura Wniebowzięcie

Ponad fasadą wznoszą się dwie, tego samego kształtu, strzeliste wieże, oraz figura Wniebowzięcie pomiędzy nimi. Dzwonnice zbudowane zostały w 1909, kiedy odnawiano fasadę kościoła. Figurę wykonał w tym samym czasie Francesco Faure. Na prawej wieży, patrząc na fasadę, wiszą trzy niewielkie dzwony. Z tyłu nieduża kopuła z latarnią. Wieże łudząco przypominają podobne na fasadzie kolegiaty św. Pawła Rozbitka w Valletcie.
Przed kościołem znajduje się niewielki placyk otoczony metalowym płotkiem.

### Wnętrze
Wnętrze kościoła ma kształt ośmiokąta, rozplanowanego wokół centralnie usadowionej kopuły, z cofniętym prezbiterium. W kościele znajdują się dwa ołtarze.

Ołtarz główny zawiera tytularny obraz Wniebowzięcie Najświętszej Maryi Panny, namalowany przez Rokku Buhagiara w 1771. Dzieło otoczone jest wspaniałą ramą z aniołami i motywami roślinnymi. Poprzedni obraz, pochodzący z 1590, przedstawiający Ukoronowanie Matki Bożej, zaginął.

Nad ołtarzem bocznym wisi obraz Matka Boża Różańcowa ze św. Dominikiem i św. Katarzyną, który do 1770 był w kościele parafialnym w Tarxien. W niewielkiej niszy znajduje się krucyfiks wykonany z kości słoniowej, a podarowany przez ks. Frangiska Penzę.
Jedynym pochówkiem, jaki znajduje się w kościele, jest grób jednego z największych dobroczyńców kościoła, Lorenzo Bugeji, który zmarł 19 marca 1800. Inne źródła podają nazwisko dobroczyńcy jako Wenzu Buhagiar.
Jak wiele innych kościołów „maryjnych”, tak i ten posiadał pewną liczbę obrazów ex-voto, złożonych w świątyni w podzięce za uzyskane łaski. Do naszych czasów zachowały się jedynie dwa. Na jednym pokazano młodą kobietę wznoszącą modły do Matki Boże o uwolnienie jej od demona, który nią zawładnął, na drugim zaś mężczyznę w łóżku, mającego wizję bycia wziętym do nieba przez Matkę Bożą. Ten ostatni datowany jest 15 października 1780.

## Kaplica dzisiaj
Współcześnie corocznie 15 sierpnia, w święto Wniebowzięcia Matki Bożej, w kościele odprawiana jest msza święta. Przez cały rok odbywają się tutaj spotkania modlitewne.

## Ochrona dziedzictwa kulturowego
Budynek kościoła umieszczony jest na liście National Inventory of the Cultural Property of the Maltese Islands pod nr. 2036.